# And the Cradle Will Rock...
"And the Cradle Will Rock..." es una canción escrita e interpretada por Van Halen. Aparece en su álbum de 1980 Women and Children First y fue lanzada como sencillo. También es la primera canción lanzada por la banda que cuenta con la interpretación de teclado de Eddie Van Halen.
Chuck Klosterman de Vulture.com la clasificó como la 50.ª mejor canción de Van Halen, escribiendo "Siempre la he encontrado un poco pesada y sin compromiso, pero también la he escuchado en algún lugar cercano a las 8,000 veces." 

## Composición
La canción comienza con lo que suena como una guitarra, pero es, de hecho, un piano eléctrico Wurlitzer con efecto de flanger tocado a través del amplificador Marshall Plexi de 100 vatios de Eddie Van Halen.
Durante las presentaciones en vivo de la gira de 1980, Michael Anthony tocaba los teclados."

## Recepción
Cash Box llamó a la canción un "himno irónico", diciendo que "los saltos vocales acrobáticos de David Lee Roth están en excelente forma", que Eddie Van Halen proporciona "ráfagas de guitarra líder sónicas" y que la canción tiene "ritmos de fuerza industrial."
Eric Carr de KISS tocó "And the Cradle Will Rock..." junto con la versión de Van Halen de "You Really Got Me" como parte de su cinta de audición, lo cual llevó exitosamente a convertirse en el nuevo baterista de KISS.

## Listas
| Lista (1980)           | Máxima posición |
| ---------------------- | --------------- |
| U.S. Billboard Hot 100 | 55              |
| Canada (RPM) Singles   | 81              |

## Lista de canciones
Sencillo de 7" Portugal
| Lado A |                               |          |  |
| N.º    | Título                        | Duración |  |
| 1.     | «And the Cradle Will Rock...» | 3:31     |  |

| Lado B |                   |          |  |
| N.º    | Título            | Duración |  |
| 1.     | «Loss of Control» | 2:36     |  |

Sencillo de 7" Reino Unido
| Lado A |                               |          |  |
| N.º    | Título                        | Duración |  |
| 1.     | «And the Cradle Will Rock...» | 3:31     |  |

| Lado B |                          |          |  |
| N.º    | Título                   | Duración |  |
| 1.     | «Everybody Wants Some!!» | 5:05     |  |

Sencillo de 7" España, Estados Unidos, Países Bajos

| Lado A |                               |          |  |
| N.º    | Título                        | Duración |  |
| 1.     | «And the Cradle Will Rock...» | 3:31     |  |

| Lado B |                        |          |  |
| N.º    | Título                 | Duración |  |
| 1.     | «Could This Be Magic?» | 3:07     |  |

Sencillo de 7" Estados Unidos (segunda versión)

| Lado A |                               |          |  |
| N.º    | Título                        | Duración |  |
| 1.     | «And the Cradle Will Rock...» | 3:31     |  |

| Lado B |                          |          |  |
| N.º    | Título                   | Duración |  |
| 1.     | «Everybody Wants Some!!» | 5:05     |  |

## Personal
Van Halen
- David Lee Roth – voz principal, guitarra acústica en "Could This Be Magic?"
- Eddie Van Halen – guitarras, piano eléctrico, coros
- Michael Anthony – bajo, coros
- Alex Van Halen – batería

Músicos adicionales
- Nicolette Larson – coros en "Could This Be Magic?"

Producción
- Pete Angelus – consultor creativo
- Chris Bellman – remasterización de audio
- Donn Landee – ingeniero de sonido
- Gene Meros – ingeniero
- Jo Motta – coordinador del proyecto
- Helmut Newton – fotografía del póster
- Norman Seeff – fotografía de la portada
- Richard Seireeni – dirección de arte
- Ted Templeman – producción